# فولیانیزه
فولیانیزه (به ایتالیایی: Foglianise) یک کومونه در ایتالیا است که در استان بنونتو واقع شده‌است.

## خصوصیات
فولیانیزه ۱۱٫۷ کیلومترمربع مساحت و ۳٬۵۵۵ نفر جمعیت دارد و ۳۵۰ متر بالاتر از سطح دریا واقع شده‌است.